# Javac
Javac — оптимизирующий компилятор языка java, включенный в состав многих Java Development Kit (JDK).
Компилятор принимает исходные коды, соответствующие спецификации Java language specification (JLS), и возвращает байт-код, соответствующий спецификации Java Virtual Machine Specification (JVMS).
Javac написан на Java. Может вызваться непосредственно из java-программ (JSR 199).

## История
Javac входил в состав JDK с первой версии.
13 ноября 2006 г. корпорация Sun Microsystems сменила лицензию Java Virtual Machine (JVM) и Java Development Kit (JDK) на GPL v2.
GNU Classpath начиная с версии 0.95 поддерживает компилирование и запуск javac при помощи GIJ и GCJ. Также поддерживается компиляция самой библиотеки Classpath, её утилит и примеров.

## Структура javac
Исполнение javac разбито на следующие фазы:
1. parse — лексический и синтаксический анализ, генерация абстрактного синтаксического дерева,
2. enter — регистрация символов всех классов, определенных в программе,
3. process annotations — обработка аннотаций,
4. attribute — проверка типов, разрешение имен классов, свертка констант, вывод типов,
5. flow — анализ потока управления (достижимость операций), анализ обработки исключений, проверка обращений к неинициализированным данным, проверка корректности инициализации final переменных,
6. desugar — удаление синтаксического сахара (вложенные классы, классовые литералы, assert, foreach),
7. generate — создание файла .class.